# AS Khroub
Association Sportive Khroub w skrócieAS Khroub ar. جمعية الخروب)- algierski klub piłkarski z siedzibą w Al-Churub grający w drugiej, niegdyś w pierwszej lidze algierskiej.

## Historia
Klub powstał w 1927 roku. W sezonie 2006/2007 zespół zajął drugie miejsce w drugiej lidze algierskiej i awansował do pierwszej ligi. W pierwszym sezonie po awansie zajął 9. miejsce, a w drugim sezonie - 12. miejsce. Sezon 2009/2010 klub zakończył na 11. miejscu

## Stadion
Domowe mecze klub rozgrywa na stadionie o nazwie Stade Abed Hamdani w Al-Churub. Stadion może pomieścić 10000 widzów.